# Castillo de Salobreña
El castillo de Salobreña es el monumento más importante de la localidad española de Salobreña, en la provincia de Granada.
Se conoce la existencia de una fortificación en Salobreña desde el siglo X. Aunque la distribución corresponde a la construcción que se levantó en época nazarí, el castillo árabe es el resultado del aporte de la arquitectura musulmana y cristiana.
El castillo está protegido por la Declaración genérica del Decreto de 22 de abril de 1949 y la Ley 16/1985 sobre el Patrimonio Histórico Español.

## Historia
Si nos situamos en el Castillo de Salobreña, al ser la cúspide del pueblo, situado encima de una enorme roca, sitio estratégico de defensa para defenderse de los ataques, por la parte sur podemos ver el mar azul, con el Peñón de Salobreña, que se confunde con el horizonte del cielo, e incluso si hay un día clareado podemos ver territorio africano. Justo debajo encontramos la enorme vega verde, antiguamente cubierta todo por agua, siendo el Castillo un islote y desde donde empezaba el pueblo. Por el otro lado, la parte norte, podemos ver Sierra Nevada, que en épocas de invierno, si nos situamos en el torreón más alto podemos ver a la derecha el mar y a la izquierda los montes nevados, todo un espectáculo de la naturaleza. 
A los pies del Castillo se encuentra el emblemático Paseo de las Flores, y caminos que bajan hasta la playa.
En el s. XV el Castillo fue construido como un medio de defensa, como bien hemos mencionado, pero en el periodo Nazarí éste pasó a ser una cárcel por la que pasaron algunos monarcas como Yusuf III, Muhammad VIII el Pequeño, Muhammad IX el Zurdo, Abu Nasr Sad y Muley Hacén. Tras las conquistas y la entrada de las tropas militares castellanas a Salobreña el castillo pasó a ser "propiedad" del alcalde Francisco Ramírez de Madrid, en 1489, nombrado por los Reyes Católicos. Posteriormente fue abandonado por no ser punto estratégico de defensa y se ha tenido que someter a numerosas reformas, incluso en la actualidad para poder mantenerlo, debido a su estado de dejadez.

## Recintos

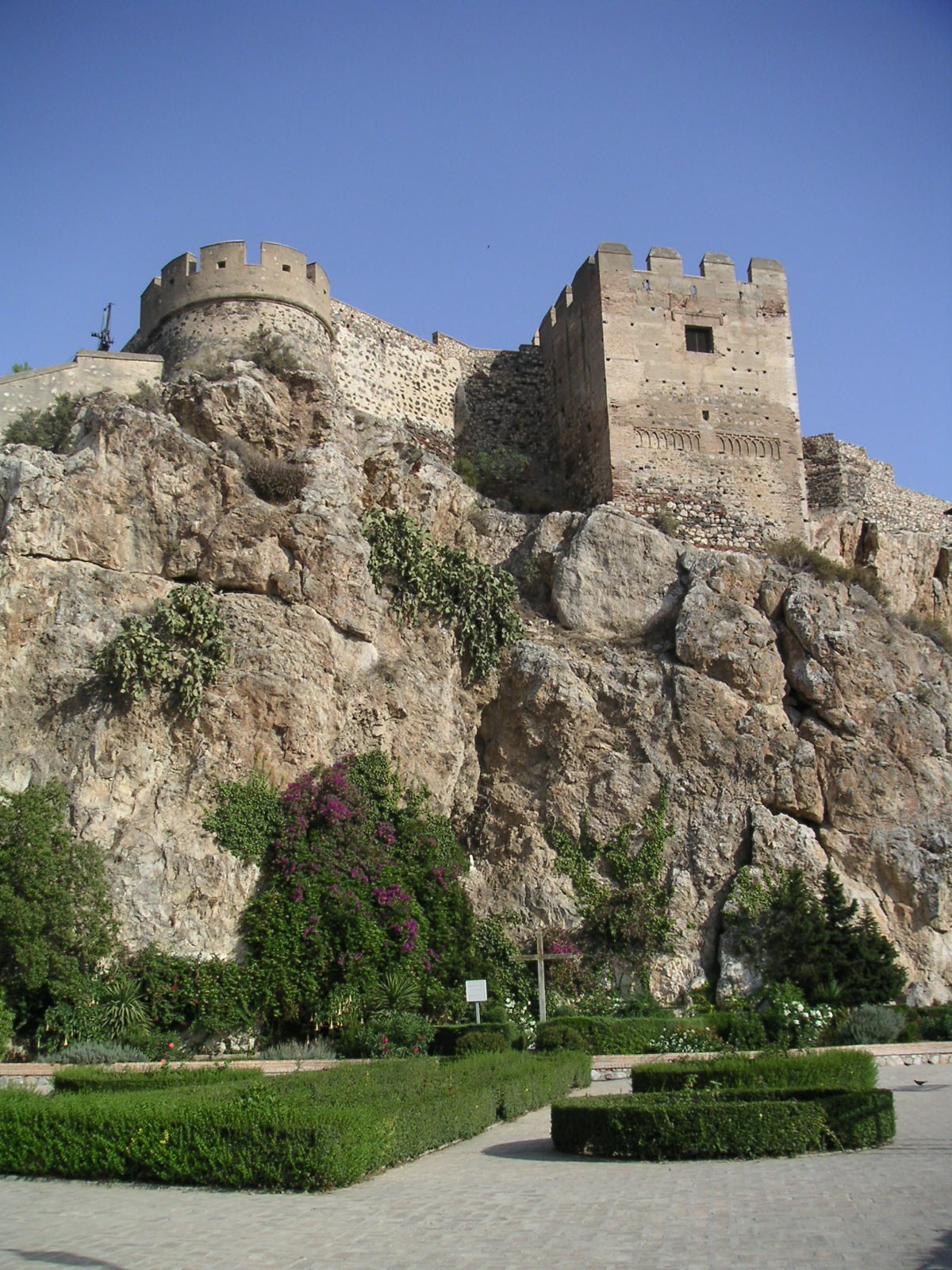
Castillo de Salobreña.

De planta trapezoidal, dispone de tres recintos: el interior se corresponde en su disposición con el antiguo alcázar nazarí jalonado por cuatro torres: la Torre del Homenaje, la Torre Nueva, la Torre del Polvorín y la Torre Vieja; los otros dos, con una función defensiva, son una ampliación castellana de finales del siglo XV. Encontramos aquí la torre de acceso y la barrera exterior, flanqueada por dos torres más, El Cubo (de planta elíptica) y La Batería (de planta pentagonal). Finalmente la Coracha, que hace alusión a un sistema defensivo que protege una toma de agua y que presenta en sus extremos la Torre del Agua y la Torre de la Coracha o el Baluarte. Refrescantes jardines internos envuelven los volúmenes arquitectónicos. 
Durante el periodo nazarí albergó, además, un palacio real para descanso que también sería utilizado como prisión real. Según las crónicas, varios fueron los monarcas que padecieron prisión entre sus muros: Yusuf III, Muhammad VIII el Pequeño, Muhammad IX el Zurdo, Abu Nasr Sad y Muley Hacén.
Desde sus torres se puede contemplar de un solo vistazo la trama urbana de Salobreña, la vega, el mar Mediterráneo, las sierras colindantes e, incluso, Sierra Nevada. Sus torres, almenas y murallas, su enclave y paisajes han propiciado que el castillo sea uno de los monumentos más visitados de la Costa Granadina.